# Quartier de la Porte-Saint-Martin

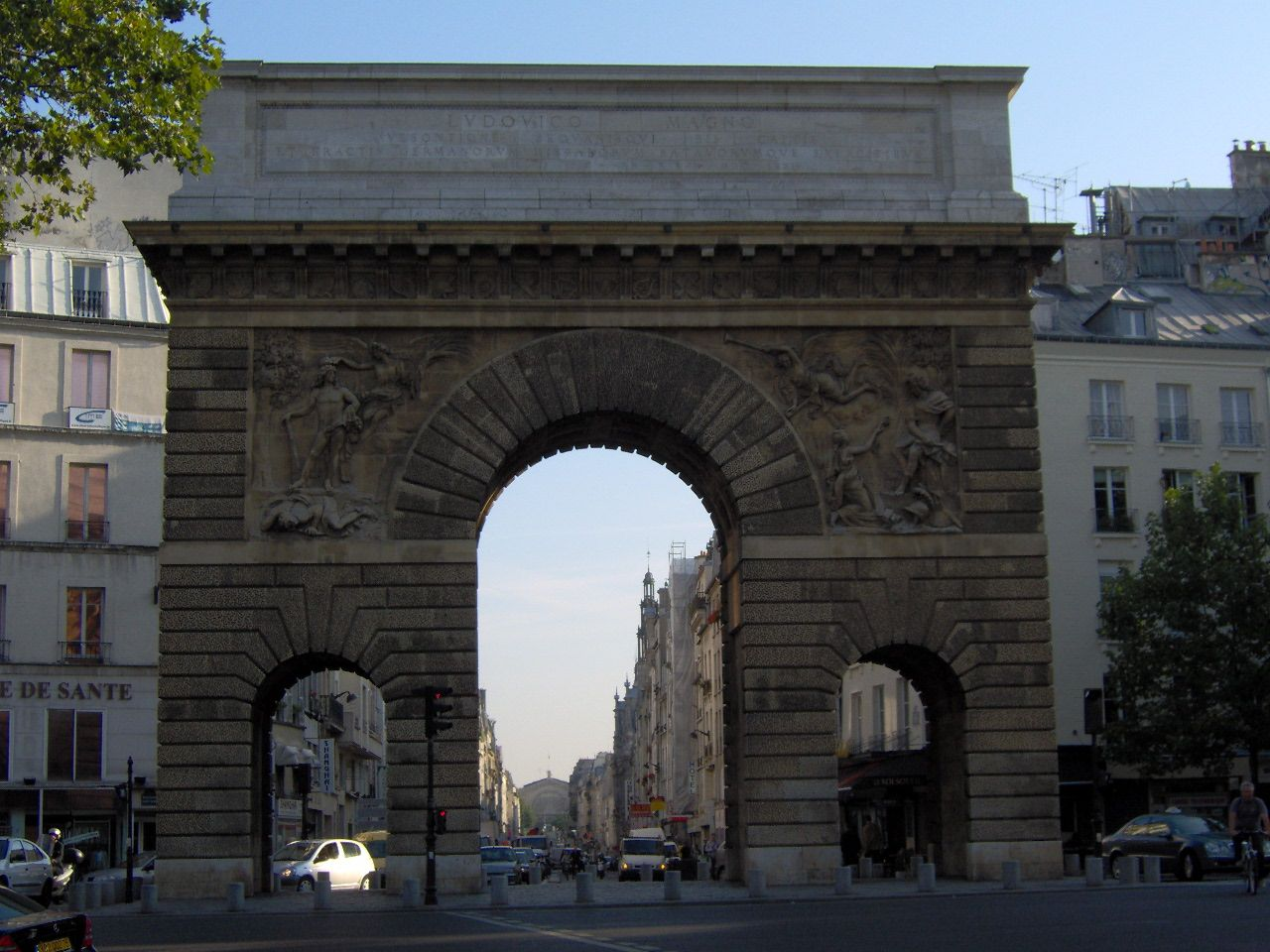
Porte Saint-Martin

Quartier de la Porte-Saint-Martin (čtvrť Brána sv. Martina) je 39. administrativní čtvrť v Paříži, která je součástí 10. městského obvodu. Má rozlohu 60,9 ha a ohraničují ji ulice Boulevard Saint-Denis a Boulevard Saint-Martin na jihu, Boulevard de Strasbourg na západě, Rue des Récollets na severu, Rue Bichat na severovýchodě a Rue du Faubourg-du-Temple na jihovýchodě.
Čtvrť byla pojmenována podle brány Saint-Martin.

## Vývoj počtu obyvatel
| Rok sčítání | Počet obyvatel | Hustota zalidnění (ob./km²) |
| ----------- | -------------- | --------------------------- |
| 1954        | 35 415         | 58 153                      |
| 1962        | 34 354         | 56 411                      |
| 1968        | 30 854         | 50 663                      |
| 1975        | 24 825         | 40 764                      |
| 1982        | 22 844         | 37 511                      |
| 1990        | 23 298         | 38 256                      |
| 1999        | 23 125         | 37 972                      |